# Dekanat konstantynowski
Dekanat konstantynowski – dekanat należący do archidiecezji łódzkiej. Siedzibą dekanatu jest Konstantynów Łódzki (parafia Narodzenia NMP).
W skład dekanatu wchodzi 8 parafii:
- Kazimierz, parafia świętego Jana Chrzciciela
- Konstantynów Łódzki, parafia świętego Józefa Robotnika
- Konstantynów Łódzki, parafia Miłosierdzia Bożego
- Konstantynów Łódzki, parafia Narodzenia Najświętszej Maryi Panny
- Konstantynów Łódzki, parafia Nawiedzenia Najświętszej Maryi Panny
- Kwiatkowice, parafia świętego Mikołaja i świętej Doroty
- Lutomiersk, parafia Matki Bożej Szkaplerznej
- Mikołajewice, parafia Narodzenia Najświętszej Maryi Panny